# Jan Jacob Mauricius

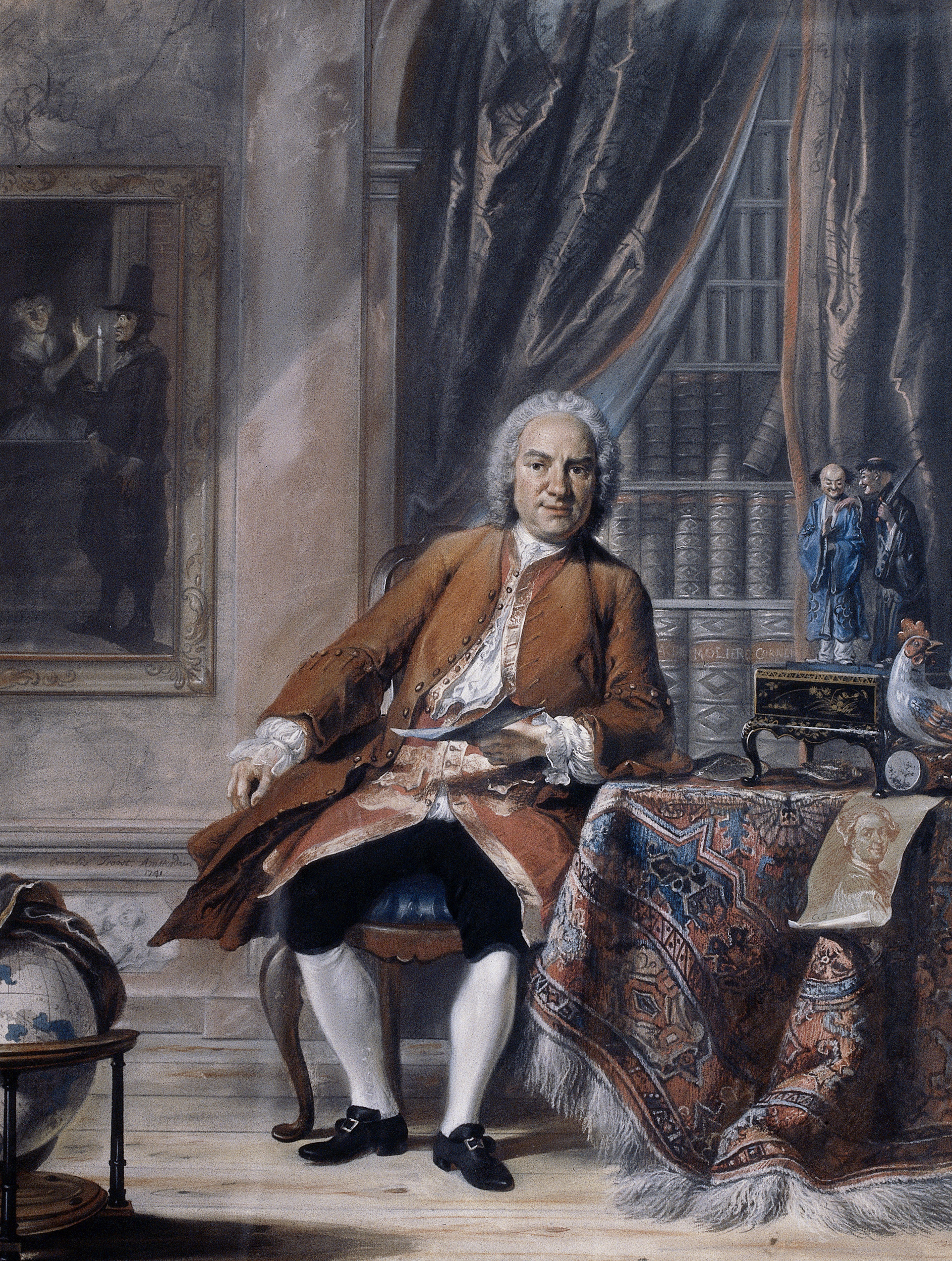
Jan Jacob Mauricius (geschilderd door Cornelis Troost)

Jan Jacob Mauricius (Amsterdam, 3 mei 1692 – Hamburg, 21 maart 1768) was een Nederlands diplomaat, dichter, vertaler en gouverneur van Suriname.

## Leven
Mauricius vervaardigde al op jeugdige leeftijd verzen.
Hij werd op 31 maart 1705 student te Leiden, promoveerde er op 16-jarige leeftijd, vestigde zich daarna als advocaat te Den Haag. Ter gelegenheid van de opening van de schouwburg in Utrecht in 1711 had hij zijn Europa, verkwikt door 't gezicht der vrede vervaardigd. Hij werd commies bij de latere raadpensionaris Isaäc van Hoornbeek. Vier jaar later kocht hij een boerderij bij Nijmegen en liet daar een veefokkerij op grote schaal aanleggen. In 1714 vestigde hij zich op een landhoeve in de Beemster.
Door de invloed van vermogende vrienden werd hij in 1719 schepen en pensionaris van Purmerend en nog datzelfde jaar gedeputeerde ter vergadering van de Staten van Holland en West-Friesland; in 1725 resident bij de Neder-Saksische Kreits te Hamburg. Hij was een liefhebber van toneel- en dichtkunst, en werd actief in de plaatselijke opera. Zijn derde echtgenote kwam uit Hamburg.

### Gouverneur van Suriname
In 1742 werd Mauricius benoemd tot gouverneur van Suriname. Hij nam zijn hele familie mee. Mauricius voerde onder meer het administrateurschap van plantages van Stephanus Laurentius Neale, een van de allerrijkste kolonisten. 
In 1745 verklaarde Mauricius dat de boorwormen (Teredinidae) 'een ware plaag' waren. In 1682 waren zij in de akte die de grondslag voor de kolonie legde nog als een voordeel gezien. Hun vernietigende werk op de schepen leverde de scheepswerven in de Republiek veel werk op. Ondanks alle hardhout in Suriname, soms ook wormbestendig, mochten grote schepen niet in Suriname gebouwd worden om het monopolie van de Nederlandse scheepwerven niet in gevaar te brengen. Vanaf 1767 mocht handel op Suriname zelfs alleen geschieden op in Nederland gebouwde schepen. Alle pogingen hierin verandering te brengen liepen op niets uit en dat zou de Republiek in de Vierde Engelse Oorlog nog zwaar opbreken.
Volgens Dillen deed met Mauricius de Verlichting haar intrede in de kolonie. Zijn negenjarig bestuur kenmerkte zich in elk geval door veel oppositie van een deel van de machtige plantersgroep, de zogenaamde cabale. De weerstand werd zo erg dat men zelfs beschuldigingen bij de Staten-Generaal tegen hem inbracht. In 1751 teruggekeerd, werd hij geheel vrijgesproken en eervol ontslagen.
Waarschijnlijk heeft de Mauricius nog tijdens zijn gouverneurschap in Suriname dan wel tijdens zijn verblijf in de Republiek in 1751 Willem Gideon Deutz aangespoord krediet aan de planters te verschaffen. Het krediet stelde de planters in staat van schuldeiser te veranderen. Van Dillen stelt dat de planters te gemakkelijk geld konden krijgen. Het werd hen als het ware opgedrongen.
De zogeheten Verlichting en de situatie van de Europese planters staan in schril contrast met de situatie van de slaafgemaakten ten tijde van Mauricius bewind. In de woorden van Marronopperhoofd Araby: "Het is de grofste schande, dat een beschaafde natie, als die waartoe de Bakra's (Hollanders) zich beroemen te behoren, het mishandelen en doodmartelen van slaven goedkeurt. Wij verlangen dat gij aan Uwen Gouverneur en Raaden zegt,(...), dat de planters de menschen, die hun eigendom zijn, beter behandelen, en hen niet (...) met zoo veel wreedheid te straffen, hunnen vrouwen en dogters verleiden, de zieken verwaarlozen, (...) die met hun zweet uw onderhoud winnen, zonder welken de Volksplanting niet zoude kunnen bestaan (...)."
Mauricius was voorstander van immigratie door blanken naar Suriname. Onder zijn bewind werden meerdere groepen Paltsers en Zwitsers naar Suriname gelokt. Een eerste groep Paltsers en Bazelers kwam in 1747-1748. Zij bleken echter niet, zoals gedacht, boeren te zijn, maar mijnwerkers. De kolonisatiepoging mislukte jammerlijk: na enkele jaren waren van 87 mensen nog slechts 11 in leven. Rond dezelfde tijd vestigde een groep van 17 families zich in de buurt van Paramaribo. Zij misdroegen zich zodanig dat het gouvernement er wanhopig van werd. Een laatste groep Paltser boeren kwam in 1755 aan. Men vestigde ze aan het Oranjepad. De bedoeling was dat zij zouden dienen als verdedigingslinie tegen de marrons. Zij werden echter door herhaaldelijke aanvallen overweldigd. Ook deze poging mislukte.
Tijdens het bewind van Mauricius kwam het fort Nieuw-Amsterdam in 1747 gereed. Het is mogelijk ontworpen door de tweede man in Suriname Philippe Chambrier, een vestingbouwkundige en de stiefvader van Pierre-Alexandre Du Peyrou. Vanwege onenigheid met Mauricius nam hij eind 1746 zijn ontslag. Het fort ligt strategisch op de samenkomst van de Commewijne en de Suriname. Aan weerszijden van het water ontstonden sindsdien plantages.

### Overlijden
Reeds in 1755 zonden de Staten hem andermaal als resident naar Hamburg, waar hij op 21 maart 1768 na een smartelijk en langdurig lijden overleed.

## Literair werk

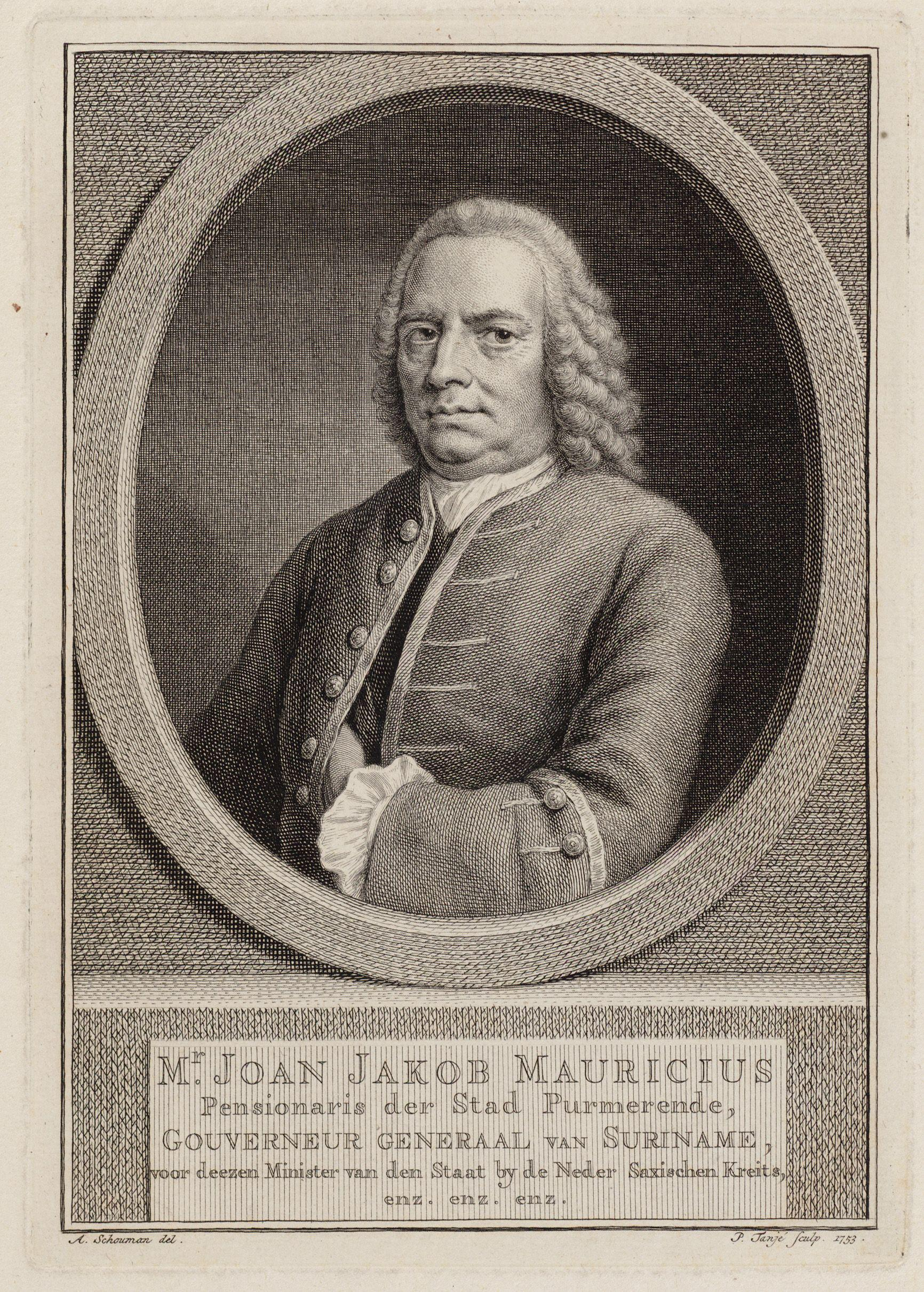
Gravure van Joan Jakob Mauricius

Mauricius gaf in 1752 zijn Gezang op zee het licht waarin hij zich bitter beklaagt over de oppositie van laag allooi die hem ten deel was gevallen. Zijn drie delen Dichtlievende uitspanningen geven verder bruiloftsliederen, bewerkingen van klassieke fabels en minnepoëzie. Hij vertaalde Le malade imaginaire van Molière tot De promotie van den ingebeelden zieken (1742); in datzelfde jaar (of 1745?) verscheen zijn vertaling van Pimpione, een werk bestaande uit slechts een actie, dat rond 1725 op muziek was gezet door Telemann.

## Werken
- Lauwerkrans voor de helden bij den slag van Hochstedt (1704)
- De Amsterdamsche Helikon
- Kort bericht wegens de Historie van zekeren Izaak Saxel en de beschuldiging der Joden te Nijmegen over het slachten van een christenkint (Amsterdam 1716)
- De Remonstrantie aan den Raad der stad Nijmegen door de Joden (Amsterdam 1716)
- De zangberg gezuivert. Muizenzang (Den Haag 1716)
- Sesostris, koning van Egypte (Amsterdam 1712, 3e dr. 1735)
- Europa verkwikt op 't gezicht der vrede (Utrecht 1712, 2e dr. 1735)
- De kruishistorie van den Lijdenden Heiland met een zegezang tot zijne verheerlijking (Amsterdam 1714, 3e dr. 1752)
- Het Leidsche Studenten-leven (Leiden 1717 (2e dr. 1735)
- Voorspel tot opening van den Holl. schouwburg te Hamburg'' (Hamburg 1740)
- Het Campement (Amsterdam 1742)
- De promotie van den ingebeelde zieke (naar Molière) (ald. 1742)
- Pampinon (ald. 1745)
- Gezang op zee (Amsterdam 1752)
- Dichtl. uitspanningen (Amsterdam 1753)
- Vervolg der dichtl. uitsp. (Amsterdam 1754)
- Nieuwejaars Harangue van de Haagsche Nederl. Tooneelsp. (ald. 1735, 2e dr. 1755)
- Besluit der dichtl. uitsp. met verscheiden bijvoegselen (Amsterdam 1762)
- Onledige ouderdom; bij welke gelegenheid de krijgsroem onzer voorvaderen verdedigd wordt (2 dln., Amsterdam 1765-'66)

- Bibliothèque nationale de France: cb122193480 (data)
- Biografisch Portaal: 02895016
- Digitale Bibliotheek voor de Nederlandse Letteren: maur003
- Gemeinsame Normdatei: 100305709
- International Standard Name Identifier: 0000 0000 0186 4530
- Nederlandse Thesaurus van Auteursnamen: 071925139
- Virtual International Authority File: 34507847
- WorldCat: E39PBJqvVBdMKmXp7qXgMwPJDq